# 贝斯纳泰
贝斯纳泰（義大利語：Besnate），是意大利瓦雷泽省的一个市镇。总面积7.68平方公里，人口5375人，人口密度699.9人/平方公里（2009年）。国家统计（ISTAT）代码为012012。